# Melanchra
Melanchra är ett släkte av fjärilar som beskrevs av Jacob Hübner 1820. Melanchra ingår i familjen nattflyn, Noctuidae.

## Dottertaxa tillMelanchra, i alfabetisk ordning[1][2]
- Melanchra adjuncta Boisduval, 1841
- Melanchra assimilis Morrison, 1874
- Melanchra diabolica Plante, 1990
- Melanchra persicariae Linnaeus, 1761, Vitfläckigt lundfly
  - Melanchra persicariae japonibia Bryk, 1942
- Melanchra picta Harris, 1841
- Melanchra pisi Linnaeus, 1758XXXXXXXXXXXXXXXXsynonym med Ceramica pisi enligt Dyntaxa[3]
  - Melanchra pisi nyiwonis Matsumura, 1925
  - Melanchra pisi pardoi Agenjo, 1945
  - Melanchra pisi pisella Bryk, 1941
- Melanchra pulverulenta Smith, 1888

## Bildgalleri

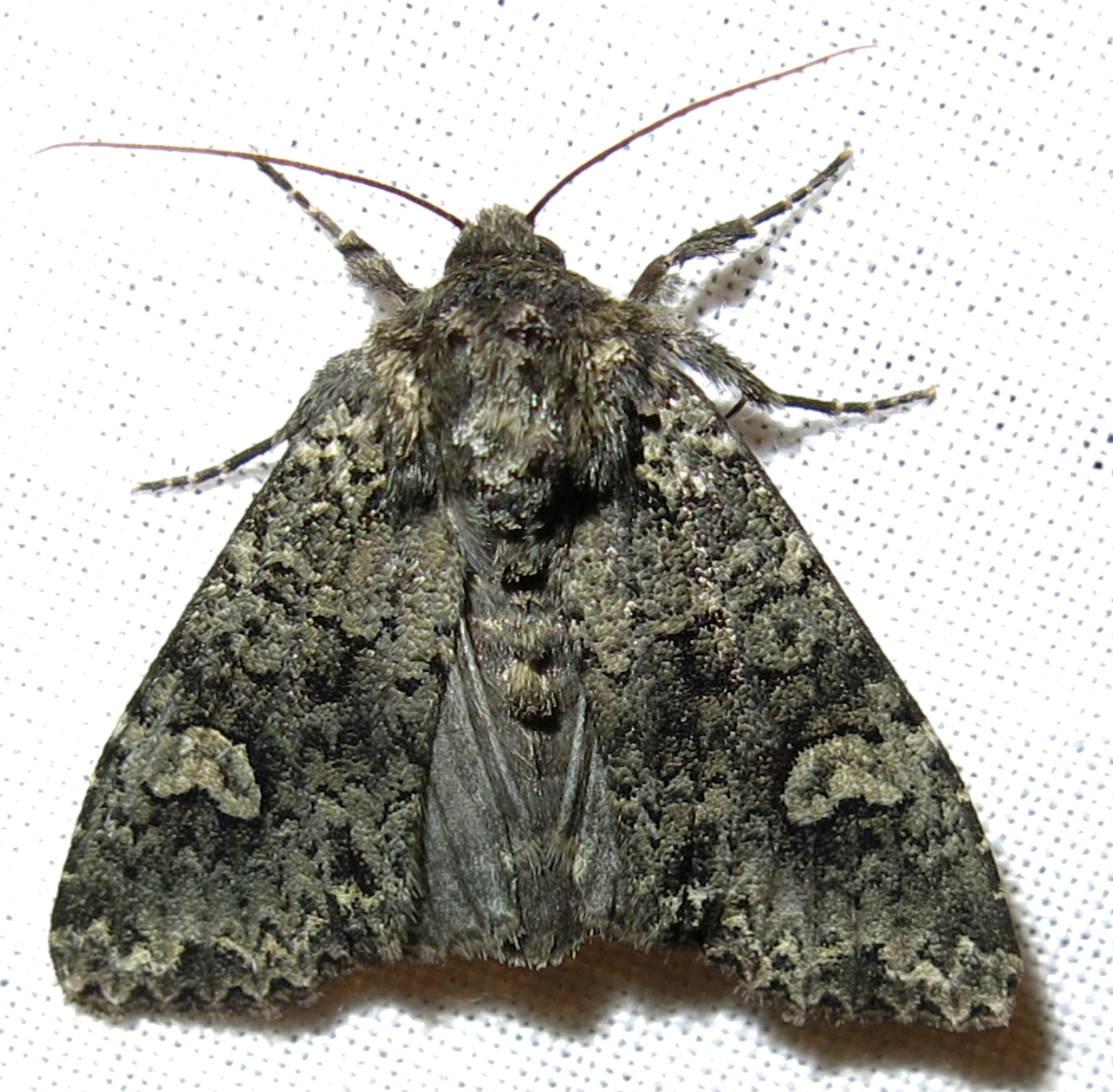
Melanchra adjuncta
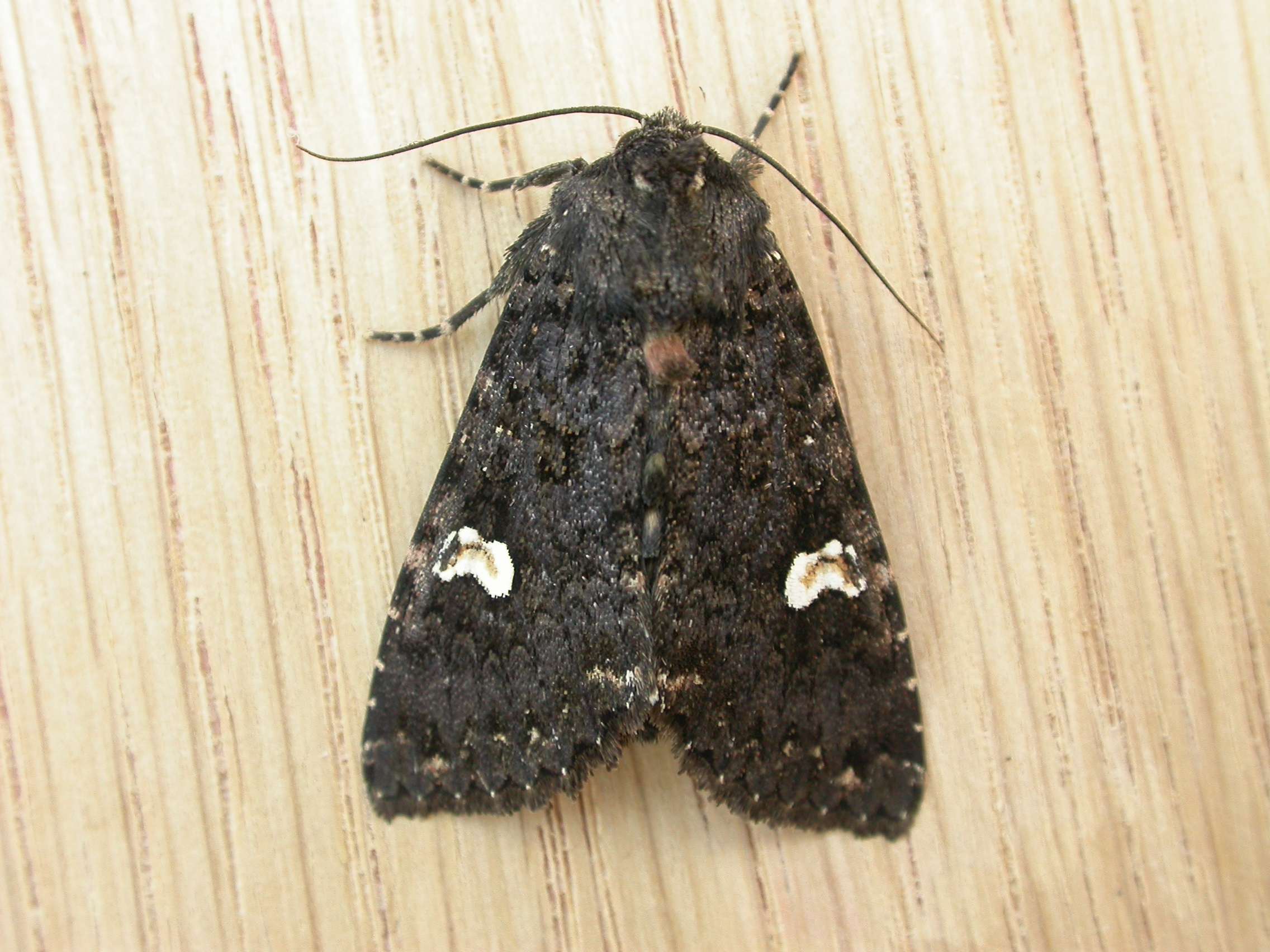
Vitfläckigt lundfly, Melanchra persicariae